# Владислав Веселинов
Владислав Веселинов, надимак Буца, рођен у Новом Кнежевцу, Србија, 21. јануара, 1982. године, је рукометни репрезентативац Босне и Херцеговине који игра у Швајцарској за Kadetten Schaffhausen.

## Карактеристике
- Висина: 190
- Тежина: 100
- Позиција: Пивот

## Клубови
- РК Обилић, Нови Кнежевац, Србија
- РК Кикинда, Кикинда, Србија
- РК Слога, Добој, Босна и Херцеговина
- РК Пореч, Пореч, Хрватска
- РК Босна Лидо, Сарајево, Босна и Херцеговина
- Kadetten Schaffhausen, Schaffhausen, Швајцарска